# Ховренков (острів)
Остров Ховренків (біл. Востраў Хаўрэнкаў рос. Остров Ховренков) — острів у Білорусі, входить до складу Гомельської області.

## Географія
Розташований на річці Дніпро, на кордоні з Україною.